# Museu Comarcal de la Conca de Barberà
El Museu Comarcal de la Conca de Barberà (MCCB) és el referent museístic de la comarca, amb un àmbit d'actuació que depassa la geografia local de la seva seu central a Montblanc.
Així, doncs, mitjançant diverses seccions monogràfiques, procedeix a la investigació, l'estudi, la preservació i la informació i projecció de diversos apartats com són: l'art rupestre de les Muntanyes de Prades, els molins hidràulics, el castell dels Llorac de Solivella, l'etnologia comarcal, l'arqueologia, les ciències naturals, les arts plàstiques, i un exhaustiu compendi de la història comarcal, des de la prehistòria fins a l'actualitat.
Es regeix per un Consorci compost per representants del Consell Comarcal de la Conca de Barberà, els Ajuntaments de Montblanc i Solivella i l'Associació Museu-Arxiu de Montblanc i Comarca.
Tanmateix, el Museu Comarcal de la Conca de Barberà forma part de la Xarxa de Museus Etnològics de Catalunya.

## Història
L'origen del Museu Comarcal de la Conca de Barberà prové de l'Associació Museu-Arxiu de Montblanc i Comarca, fundada l'any 1958, amb la finalitat de preservar i difondre la cultura i el patrimoni local i comarcal.
Les inquietuds dels iniciadors portaren de seguida a la creació de diverses seccions que cobrien un ampli ventall cultural d'aquella societat de finals de la dècada dels cinquanta. I, successivament, anaren sorgint seccions monotemàtiques dedicades a l'arqueologia, la fotografia, el cinema... a les quals, en pocs anys, s'afegí la secció sardanista per al foment d'aquesta dansa.

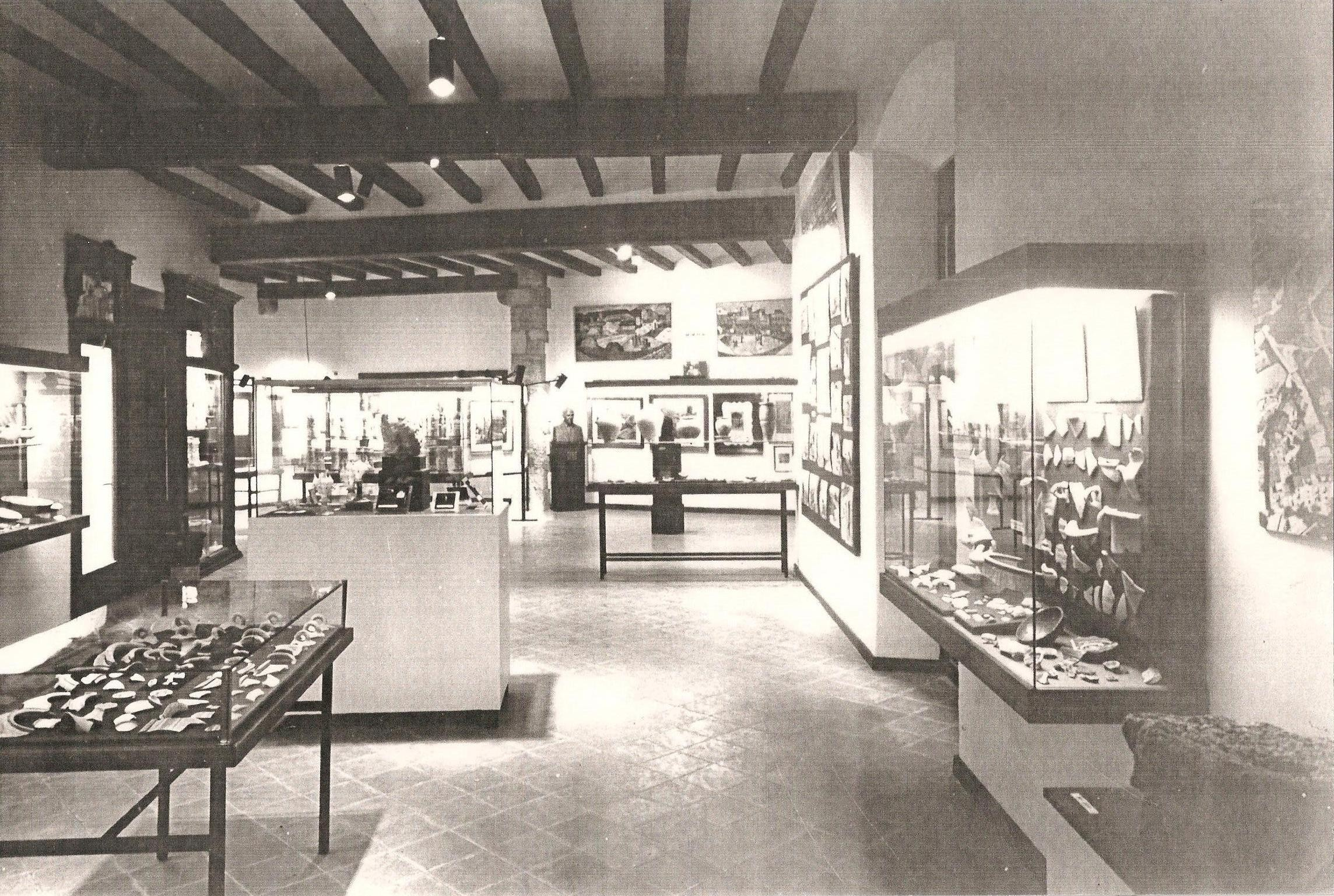
Imatge d'una de les sales del museu l'any 1978

Posteriorment, es van crear a redós de l'obra del Museu el Centre d'Estudis de la Conca de Barberà i el Centre d'Història Natura de la Conca de Barberà, ambdós dedicats, respectivament a les ciències socials i a les ciències del medi natural.
Mentrestant, el Museu consolidava els seus fons amb noves i constants aportacions de peces i documents cedits per persones i entitats, que veien en el Museu la garantia de la seva preservació. Això, sense oblidar l'aspecte de recerca arqueològica, amb continuades excavacions oficials que permeteren la salvaguarda de notables testimonis del passat comarcal.
Més tard, el 1982 es signà amb la Generalitat de Catalunya un conveni pel qual el museu passà a denominar-se Museu Comarcal de la Conca de Barberà. Incloent la creació d'un consorci per la seva gestió i un projecte museogràfic d'abast comarcal. I finalment, l'any 1992 es realitzà la darrera remodelació del muntatge museogràfic, amb les diverses col·leccions d'història i etnografia de la Conca de Barberà, estructurades en àmbits històrics i cronològics.

## Seu central
Es troba en un antic edifici medieval, el Casal dels Josa, part del qual havia estat la seu de les antigues Escrivanies Reials (s. XII). Reformat i ampliat durant el segle xviii, i adaptat a instal·lació museística l'any 1958, quan el seu propietari, Lluís Alfonso i Andreu, el cedí per aquesta finalitat. Posteriorment s'hi han efectuat nombroses obres per tal de dotar-lo d'unes instal·lacions adients.
A banda de les sales per hostatjar els continguts propis, disposa d'una sala d'actes dotada de tots els recursos audiovisuals, per a conferències, seminaris, cursos, etc, de l'entitat i posada a la disposició d'entitats i empreses particulars; una sala d'exposicions temporals; biblioteca-arxiu; taller de restauració, etc.

### Exposició estable

#### Planta Baixa

##### Els Oficis de la Conca

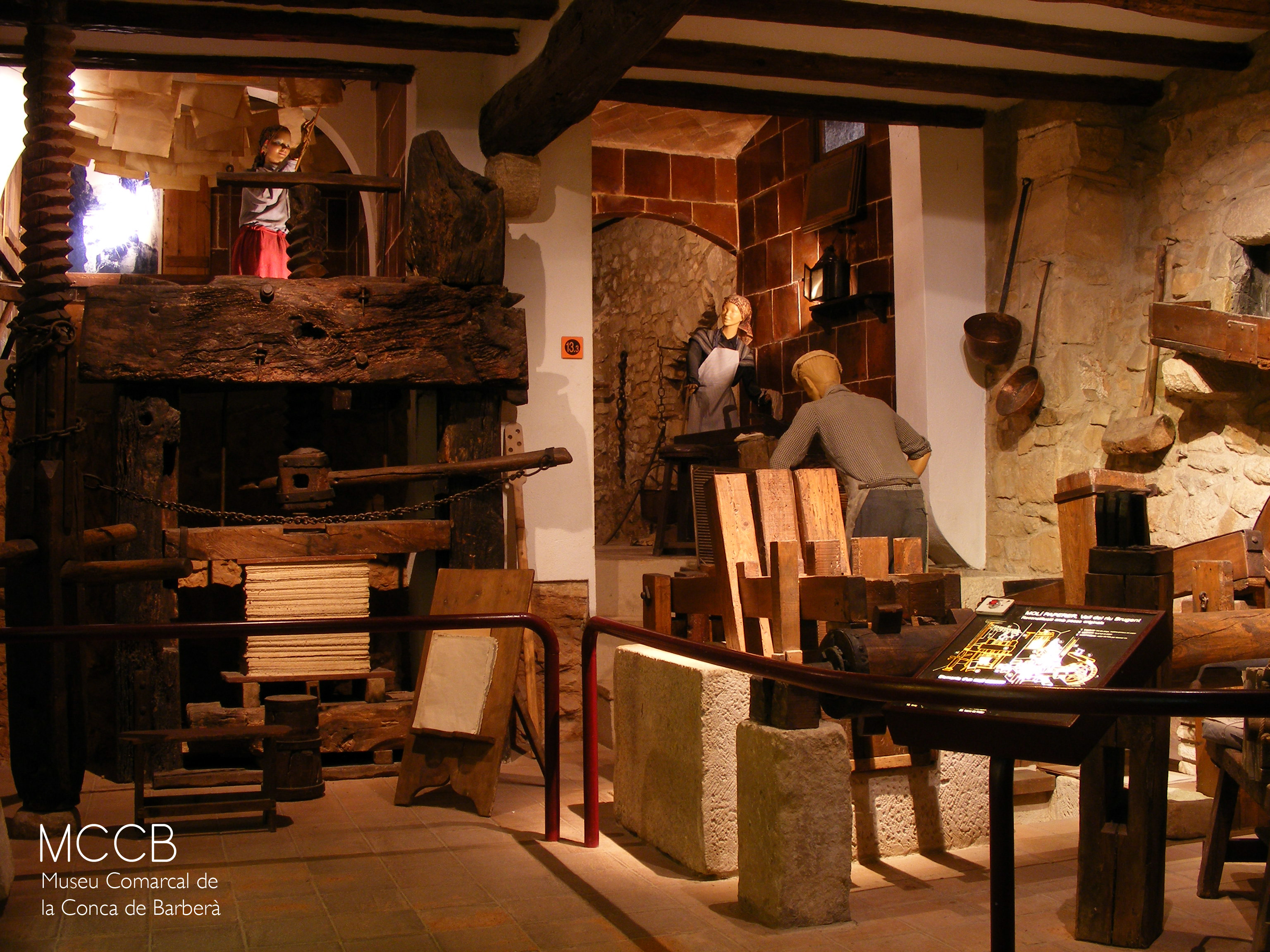
Reconstrucció d'un molí paperer.

La vessant artesanal i més tradicional de la Conca de Barberà es materialitza en aquesta part del museu. S'hi poden veure diversos oficis característics de la comarca per mitjà de recreacions dels tallers i obradors.

#### Primera Planta

##### La Conca Antiga
Aquest àmbit ens presenta la successió des dels primers vestigis humans de la Conca de Barberà fins a la presència de l'Imperi Romà a la comarca. Destacant els jaciments de la Font Voltada de Montbrió de la Marca, la necròpolis d'incineració localitzada a Milmanda (Vimbodí i Poblet) de l'edat del Ferro o el poblat ibèric del Pla de Santa Bàrbara de Montblanc.

##### La Conca Medieval

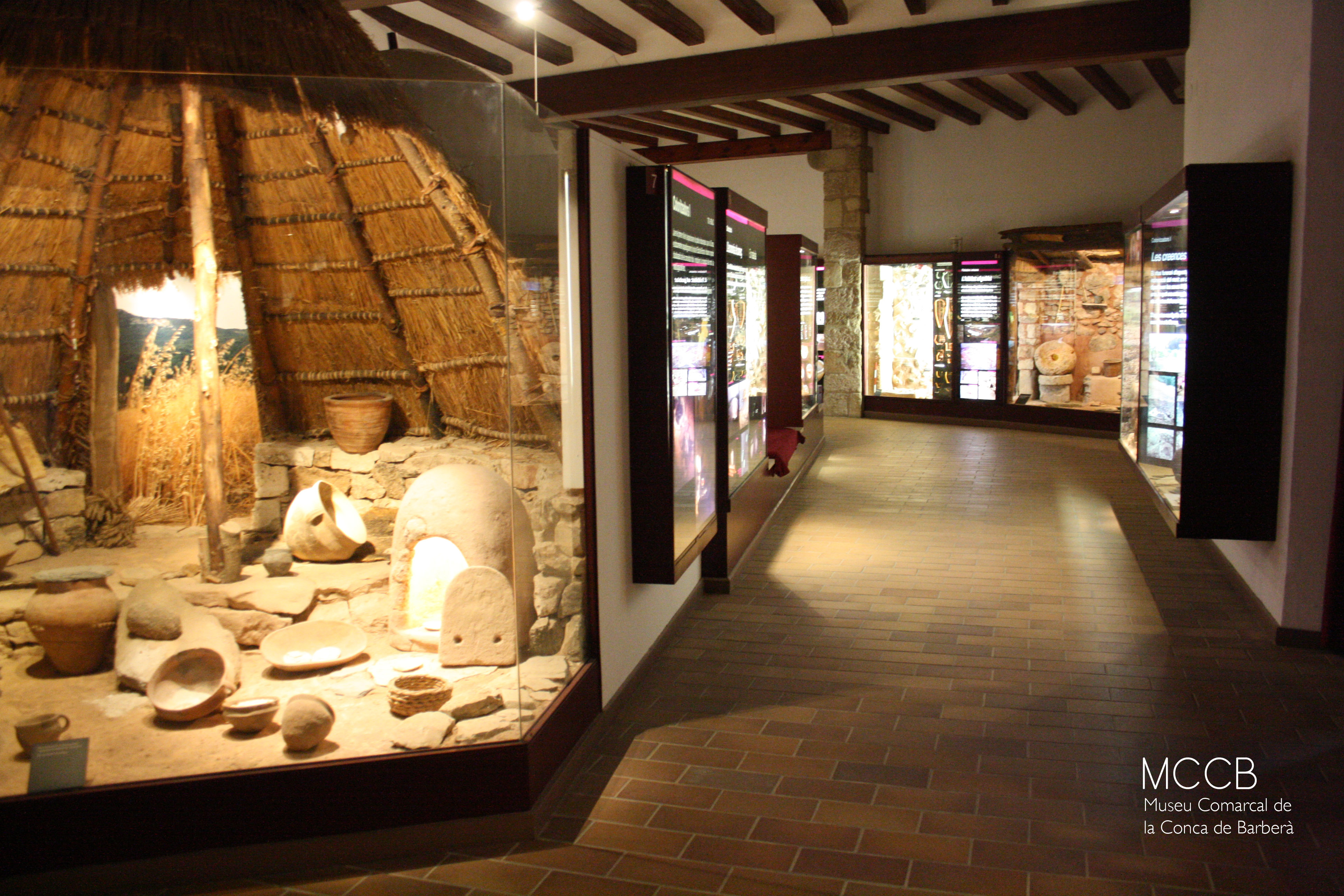
Vista general de l'àmbit de la Conca Antiga

Terra de frontera fins al segle xii, la Conca esdevindrà seu de la repoblació a càrrec del mateix comte príncep i nobles del Principat, però també ordes religiosos militars com el del Temple que fundà la comanda de Barberà o ordes monàstics com el Cister, qui sota la protecció comtal erigí el Reial Monestir de Santa Maria de Poblet.
En les diverses viles, encapçalades per Montblanc com a cap de vegueria, mercaders, artesans, artistes i pagesos duran la prosperitat a la comarca; però també jueus organitzats a la Conca en les aljames de Montblanc i Santa Coloma de Queralt fins a la seva expulsió a finals del segle xv.

#### Segona Planta

##### La Conca Moderna
La guerra dels Segadors unida a una època de males collites, sequeres, plagues i epidèmies propicià l'aparició del bandolerisme. A la Conca, sobretot a les Muntanyes de Prades, actuaren diversos bandolers, com ara Perot Rocaguinarda, que sorgiren com a resultat de la pobresa del camp i de les bandositats polítiques del país. Al segle xviii començà una lenta recuperació demogràfica agrària i artesanal.

##### La Conca Contemporània

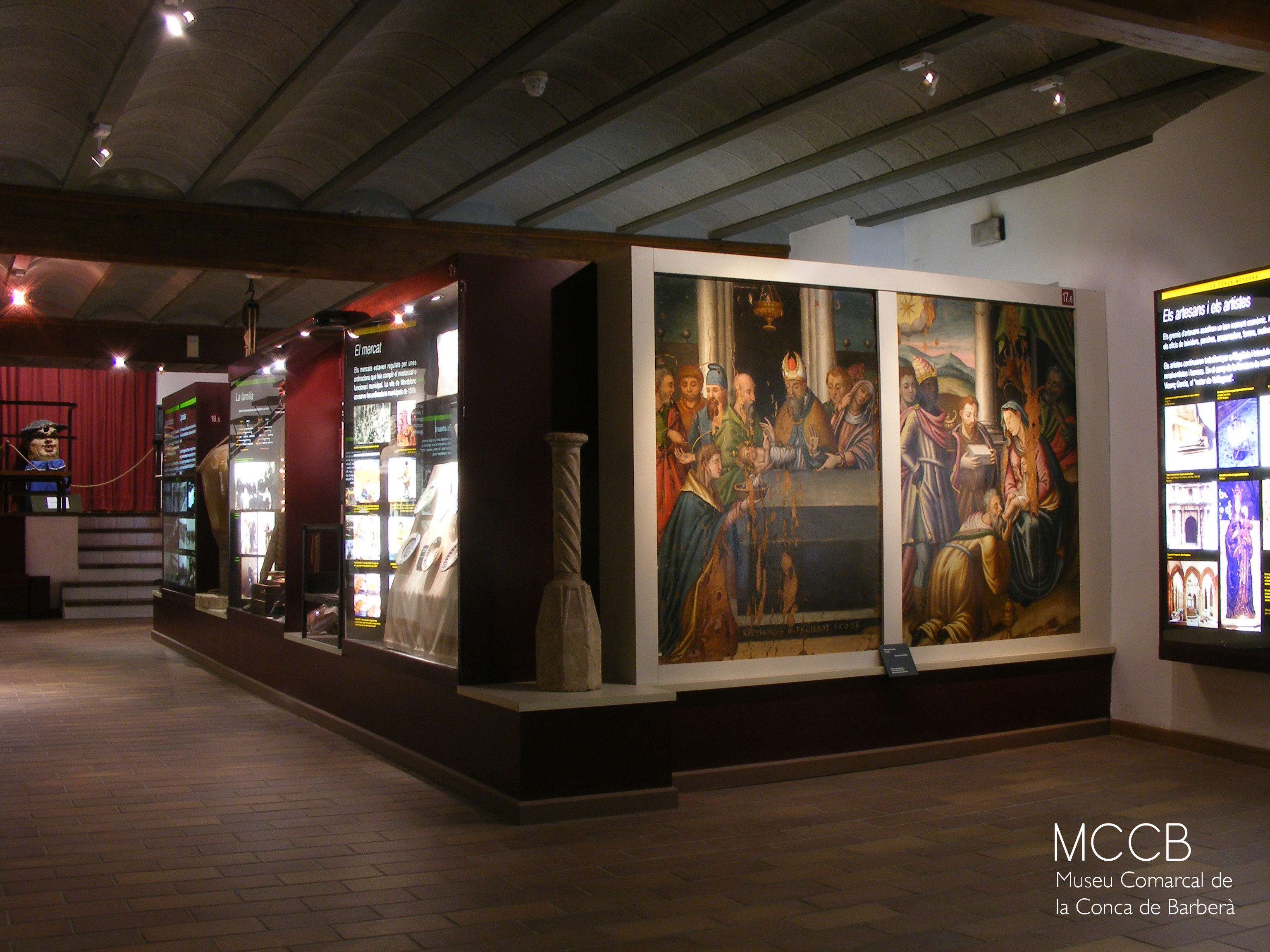
Vista general de l'àmbit de la Conca Moderna i Contemporània.

Durant el segle xviii i XIX la Conca experimentà una recuperació econòmica i demogràfica, malgrat els conflictes bèl·lics El redreçament econòmic vingué de l'increment del conreu de la vinya, la comercialització de l'aiguardent i els inicis de la industrialització. Tot plegat, truncat per la fil·loxera que donarà lloc al moviment cooperativista i la construcció dels cellers cooperatius d'estil modernista-noucentista.
Durant i després de la guerra civil, la població de la Conca patí els enfrontaments i les venjances personals, i fou la comarca de Catalunya amb la proporció més altra d'afusellats pel règim franquista. Exili polític i èxode rural marcaren la dictadura amb la recuperació a principis de la democràcia gràcies a l'inici de la industrialització, la mecanització del camp i l'auge del sector serveis.

##### L'art contemporani a la Conca
Aquest àmbit està dedicat als literats contemporanis fills de Montblanc i de la Conca de Barberà i contempla els següents apartats: literats de creació, que són els que tenen una bibliografia més extensa i estan reconeguts fora de la comarca; literats d'investigació, que s'han dedicat a la recerca en diferents camps de la cultura i la ciència, i estudiosos locals i publicistes, que són els que han aportat més coneixements a nivell local. De cadascun d'ells hi ha la biografia i bibliografia de la seva obra.
En l'apartat d'arts plàstiques es mostra la col·lecció de pintura i dibuix cedida per l'artista Artur Potau Torredemer al Museu, del qual fou membre fundador. També s'exposen les obres (pintura i dibuix) premiades en les Biennals d'Art de Montblanc, celebrades entre els anys 1953 i 1988. Tanmateix també s'hi pot veure part del llegat que el pintor Josep Maria Martínez Lozano llegà a la vila de Montblanc.

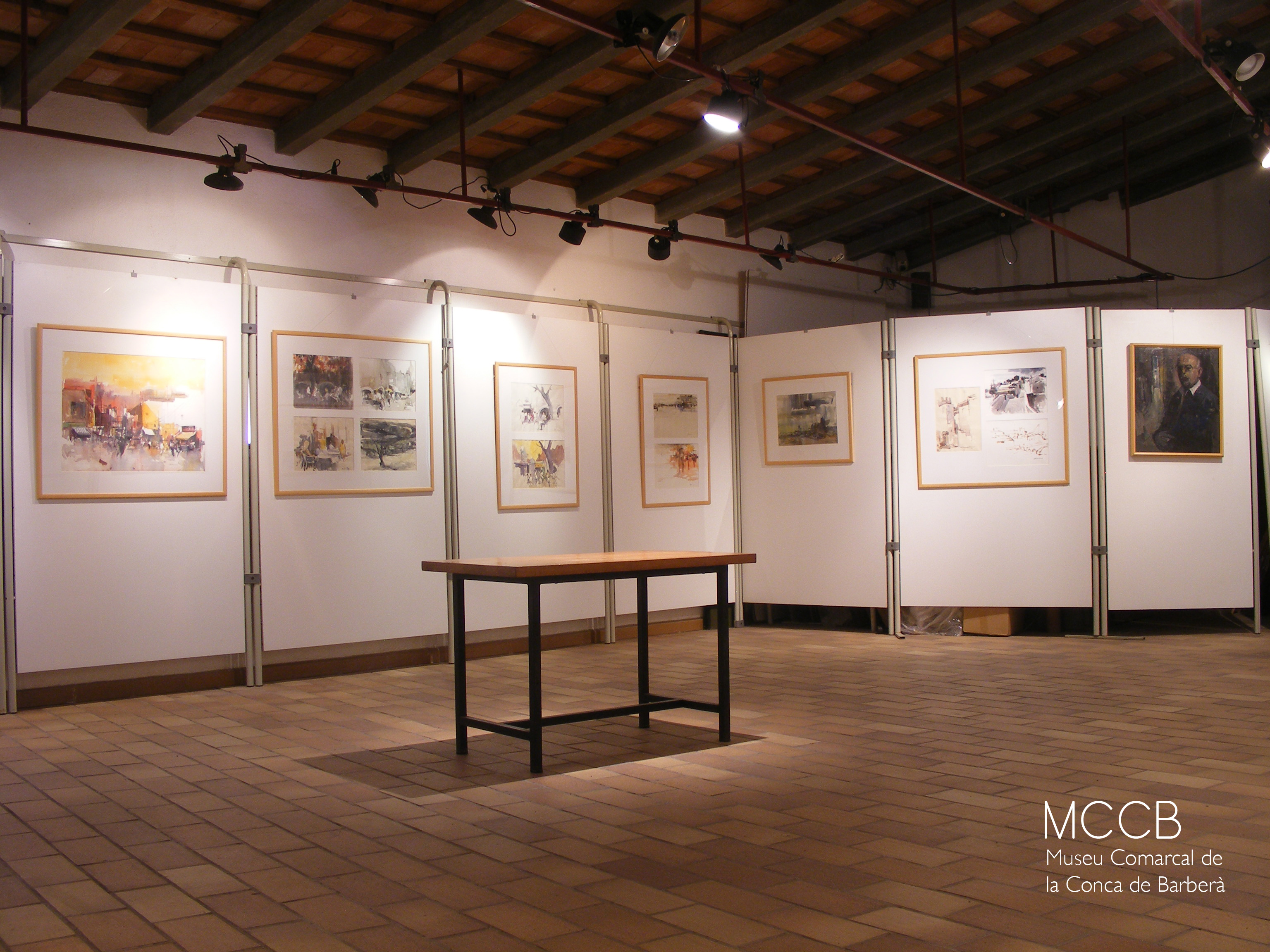
Llegat de Martínez Lozano i sala d'exposicions temporals.

## Altres seus
- Museu Molins de la Vila de Montblanc
- Museu d'Art Frederic Marès de Montblanc
- Centre d'Interpretació d'Art Rupestre de les Muntanyes de Prades
- Castell dels Llorac a Solivella